# Szteradián

1 szteradián grafikus ábrázolása

A szteradián (jele: sr) a térszög SI mértékegysége. 
Az elnevezés a görög stereos, vagyis térbeli és a latin radius, azaz sugár szavakból származik. A szteradián dimenzió nélküli mértékegység, mivel:
{\displaystyle {1sr=m}^{2}{/m}^{2}{=1}}.

## Definíció
1 szteradián az a középponti szög, amely a gömbsugár négyzetével egyenlő területű gömbfelületrészhez tartozik. Bár a gömbfelületrész tetszőleges alakú lehet, legtöbbször a körkúp alakú térszög fordul elő, amelynek nagysága α félkúpszög esetén: 
{\displaystyle \Omega ={2}\pi {(1-\cos \alpha )}{sr}\ }.
Mivel a gömb felszíne {\displaystyle {4}\pi {r}^{2}}, a definícióból következik, hogy a teljes gömbfelülethez tartozó térszög {\displaystyle {4}\pi }≈{\displaystyle {12,57}} szteradiánnal egyenlő, másképp fogalmazva: bármely pontból a legnagyobb bezárt térszög: {\displaystyle {4}\pi {sr}}.
A térszög szteradiánban számított értéke átszámítható gömbrész (legyen most jele: gr) vagy négyzetfok (legyen most jele: nf) érték a következő képletek segítségével:
1. {\displaystyle \Omega _{gr}={1/4}\pi \ \Omega _{sr}} - a gömbrész érték kiszámításához osztani kell a szteradián értéket {\displaystyle {4}\pi }-vel.
2. {\displaystyle \Omega _{nf}={(180/}\pi {)}^{2}\ \Omega _{sr}} - a négyzetfok érték kiszámításához szorozni kell a szteradián értéket {\displaystyle {(180/}\pi {)}^{2}}-vel.

A szteradián régebben SI mellékmértékegység volt, ám ezt a kategóriát 1995-ben megszüntették, így most az SI származtatott mértékegységek közé tartozik.